# Duroia fusifera
Duroia fusifera är en måreväxtart som beskrevs av Richard Spruce och Karl Moritz Schumann. Duroia fusifera ingår i släktet Duroia och familjen måreväxter. Inga underarter finns listade i Catalogue of Life.